# Енциклопедијски чланак
Енциклопедијски чланци су излагачке природе, а карактерише их научно-популарни стил писања. Научно-популарни стил посједује два својства, а ту су анализа и синтеза. Анализа је логичко повезивање идеја и информација у идејно и концептулано повезану и уравнотежену структуру, а синтеза њихово поједностављивање тако да буду разумљиве просјечном читаоцу. Добар енциклопедијски чланак на самом почетку има дефиницију и увод, гдје се дају основне информације о теми која је предмет чланка. Даље идеје које треба да представе одабрану тему, групишу се по заједничким критеријумима, прво оне које иду у групу главних, а затим оне које иду у групу споредних, да би се на крају и једне и друге повезале у једну читку, хијерархизовану структуру.

## Дефинисање концепта или појма
Дефиниција је дискурсна операција, честа у стручним и другим текстовима излагачке природе, преко које прецизирамо значење неког концепта или појма. Дефиниција има функцију да опише један концепт почев од општих па све до његових специфичних карактеристика. Њоме се такође одређени концепт јасно издваја од других. У случају дефиниција појмова, слиједе се стриктне формалне норме, које морају имати одговарајућу облик и јасно изразити хијерархију реда концепата, које задати појам представља.

## Увод у предмет или тему чланка
Увод је почетни дио текста у којем се контекстуализују и представљају информације које ће се наћи даље у чланку. Обично служи да се одређена тема представи и/или стави у одређени контекст. Такође може да послужи за најаву онога што ће се наћи даље у чланку. 

## Бирање релевантних информација
Бирање информација је процес у ком се између свих могућих прикупљених информација о одређеној теми, бирају оне најрелевантније, тј. оне које се најбоље уклапају у комуникациони задатак чланка. На првом мјесту, одбацују се информације које се понављају, као и оне које не одговарају задатом циљу, односно све оне информације које ће учинити да чланак постане нечитак због претјераног залажења у детаље. Такође треба одбацити све информације које се не могу повезати са остатком поруке текста, пошто ће највјероватније нарушити структуру и јединство самог чланка. Оне које остану након ових првих процеса, сада треба груписати по заједничком критеријуму, односно одлучити које су главне, а које споредне и на крају их организовати у једну структуру.

## Начини и технике организације
Груписање идеја је техника организовања информација која се састоји од прављења списка свих добијених информација о одређеној теми, постављања међувеза између идеја које те информације представљају, преко неког хомогеног критеријума и прављења група које повезују главне и споредне идеје. На крају се траже општа имена за сваку групу, а која ће дефинисати и сажети сву информацију која се у њој садржи.
Као и код сваког другог писања, на самом почетку је потребно поставити себи питања о врсти информација које се желе пренијети. Добро писање се заснива на претходном планирању, пошто је у текст немогуће транспоновати идеје механичким путем, односно биљежењем свега што нам падне на памет. Идеје је потребно груписати, класификовати и организовати. Другим ријечима, потребно је урадити један претходни посао повезивања и организовања, чиме се читаоцима омогућава лакше разумијевање текста у чланку. 
Чланак са информацијама без циља, набацаним без организације, подсјећа на прве рачунарске програме, који су због недостатка јасне и логичне структуре и пошто су рађени без икаквог претходног планирања, добили име ”шпагета програми”. Из тог разлога се развила једна нова дисциплина у рачунарству, која је добила име рачунарска анализа, (бави се структуром и логиком рачунарских програма). Како би читалац могао да схвати оно што се жели изложити, односно објаснити у чланку, неопходно је успоставити везу између идеја, јасно раздвојити главне од споредних и подредити једне другима. Другим ријечима, неопходно је успоставити хијерархију међу идејама које се желе пренијети. У противном, читалац неће успјети да схвати и повеже оно што желимо објаснити, пошто информације у чланку нису подређене никаквом циљу.
Постоји већи број техника груписања и органозовања идеја. Једна од најједноставнијих се састоји од прављења списка прикупљених информација. Једном већ готов списак, прелази се на процес тражења оних које су међусобно повезане преко заједничких карактеристика, сличности, или чак неких других критеријума, рецимо преко хронологије, тематике, објективних чињеница, мишљења за и против, итд. Након обављања овог задатка, раздвајају се главне од споредних и траже се општа имена за сваку групу информација, чији је циљ дефинисање и сажимање свих информација које дата група садржи.